# Volta à Alemanha
A Volta à Alemanha (alemão: Deutschland tour ou mesmo Deutschland-Rundfahrt) é a mais importante corrida de estrada por etapas da Alemanha. Inicialmente a competição era realizada entre Maio e Junho, mas, a partir de 2005, ela entrou para o UCI ProTour e passou a ser realizada em Agosto.
Em outubro de 2008 os organizadores anunciaram que a edição de 2009 seria cancelada em virtude da perda de seu patrocinador, que deixou o ciclismo após os casos de doping envolvendo ciclistas da equipe alemã Gerolsteiner durante o Tour de France de 2008.
Um renascimento para 2017 foi anunciado em 8 de março de 2016., tendo sido assinado um contrato de 10 anos com a Federação Alemã de Ciclismo para trazer a corrida de volta. Em julho, a corrida foi confirmada como Deutschland Deine Tour estreando em 2018, reduzida a quatro etapas e relegada para a categoria 2.1 do UCI Europe Tour. A corrida faz parte da nova UCI ProSeries desde 2021.

## História
Em 1911, uma competição "nacional" de ciclismo com mais de 1500 km foi realizada no Império Alemão. Até 1931 diversos Tours foram realizados, porém eram mal organizados. Em 1931 o primeiro Deutschland Tour foi realizado, e se costuma dizer que foram corridas emocionantes além de bem organizadas entre 1937 e 1939, até o começo da Segunda Guerra Mundial.
A Alemanha não tinha muita importância na história do ciclismo de estrada, como a Bélgica, França e Itália, o que fez a competição ser importante para haver maior sucesso alemão.
Após Jan Ullrich vencer o Tour de France 1997, o ciclismo se tornou-se mais popular na Alemanha . Como um dos resultados desse feito, em 1999 o Deutschlandtour foi "revigorado", e continua até hoje. Em 1998 o Bund Deutscher Radfahrer e.V. e a companhia Upsolut fundaram o Deutschland Tour gmbh.

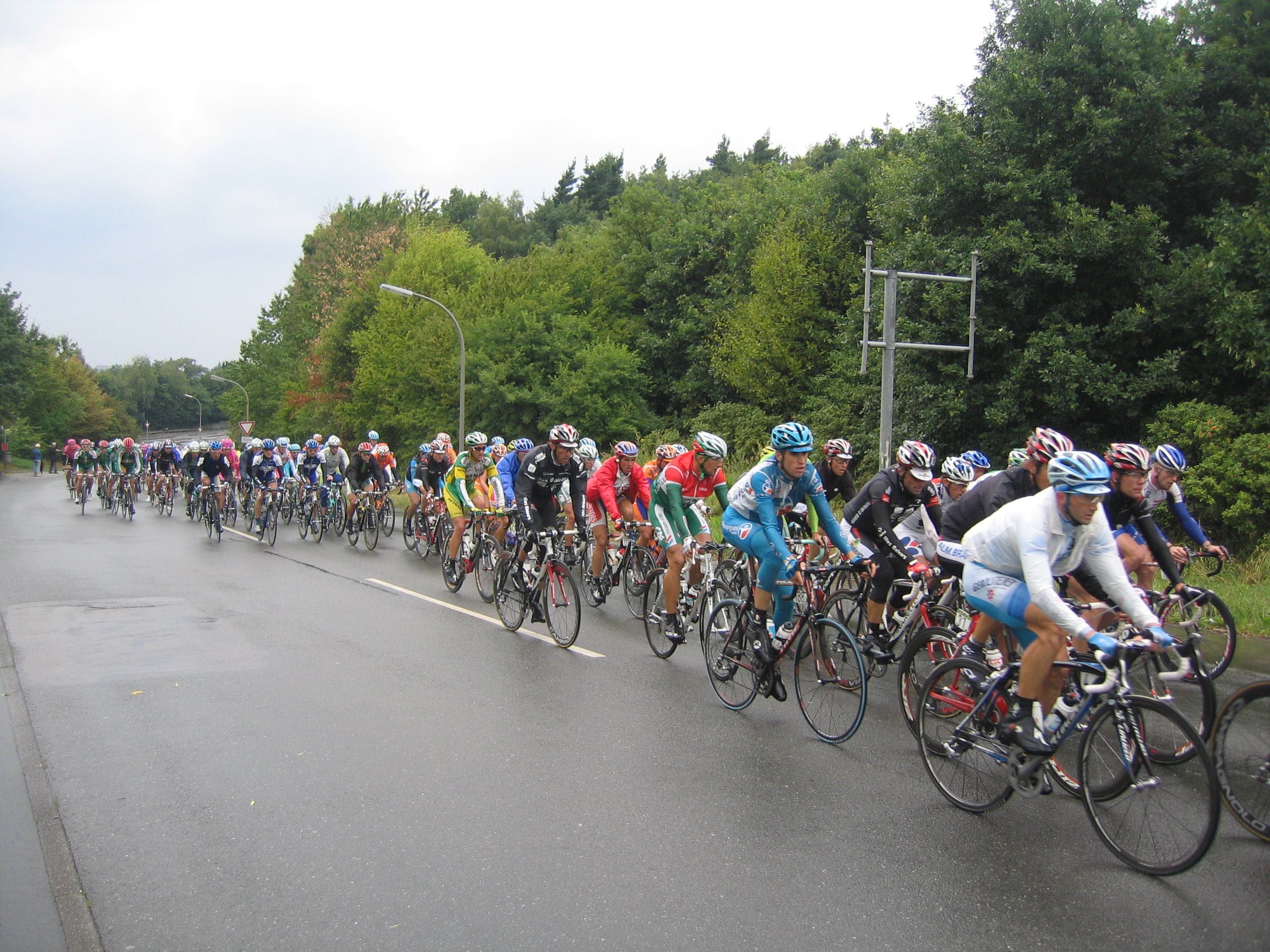
O pelotão na 1ª etapa de 2006.

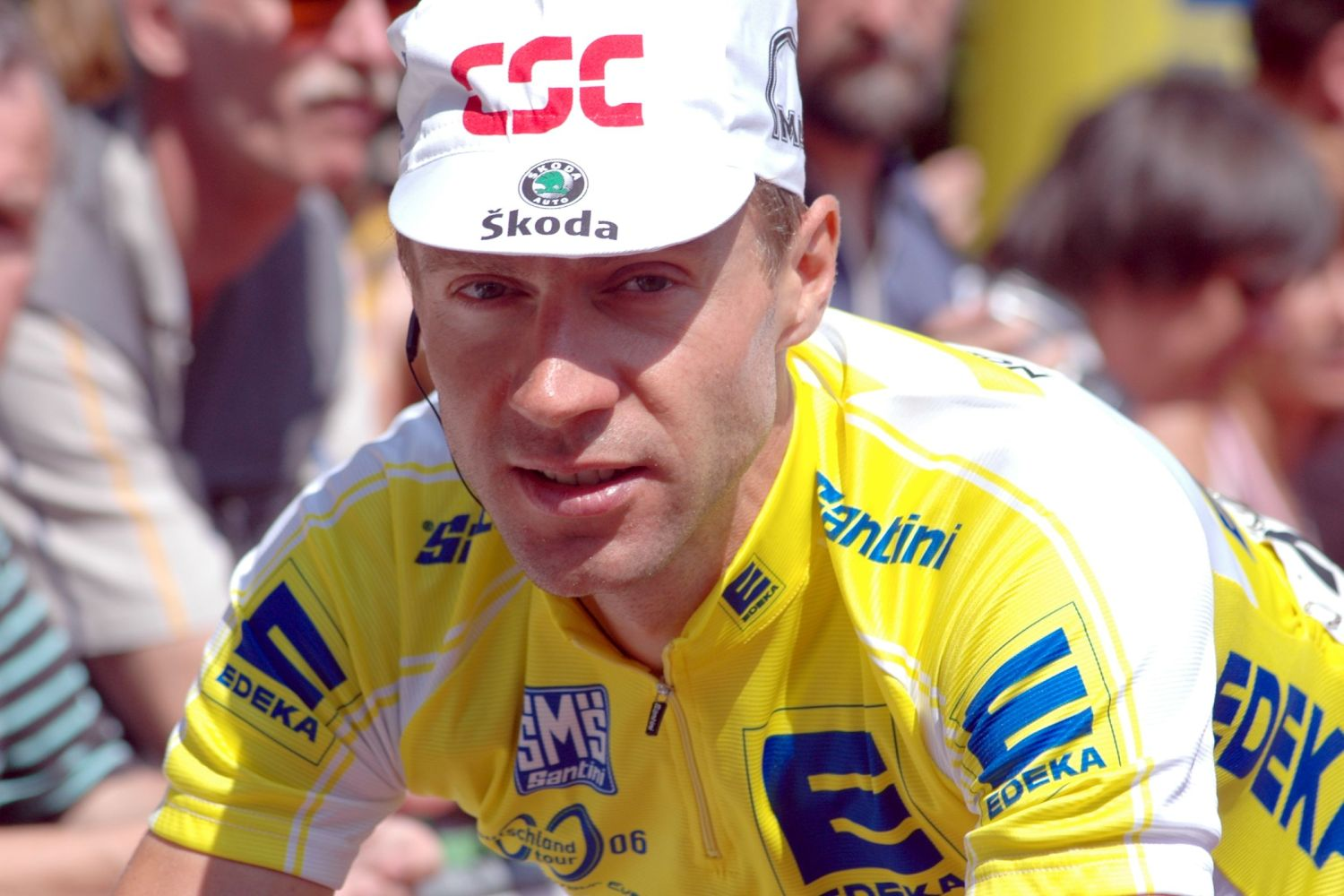
Jens Voigt na edição de 2006.

## Lista de Vencedores
| Ano                                                                             | Vencedor                  | Segundo                | Terceiro                   |           |
| ------------------------------------------------------------------------------- | ------------------------- | ---------------------- | -------------------------- | --------- |
| Quer durch Deutschland                                                          |                           |                        |                            |           |
| 1911                                                                            | Hans Ludwig               | Adolf Huschke          | Hans Hartmann              |           |
| 1912-1921 edições não realizadas Großer Preis von Deutschland                   |                           |                        |                            |           |
| 1922                                                                            | Adolf Huschke             | Paul Kohl              | Wilhelm Siewert            |           |
| 1923-1926 edições não realizadas Großer Opelpreis von Deutschland               |                           |                        |                            |           |
| 1927                                                                            | Rudolf Wolke              | Eric Reim              | Richard Rosch              |           |
| 1928-1929 edições não realizadas Deutschlandrundfahrt                           |                           |                        |                            |           |
| 1930                                                                            | Hermann Buse              | Kurt Stöpel            | Oskar Tietz                |           |
| Internationale Deutschland-Rundfahrt                                            |                           |                        |                            |           |
| 1931                                                                            | Erich Metze               | Oskar Thierbach        | Nicolas Frantz             |           |
| 1932-1936 edições não realizadas Internationale Deutschland-Rundfahrt           |                           |                        |                            |           |
| 1937                                                                            | Otto Weckerling           | Ludwig Geyer           | Fritz Diederichs           |           |
| 1938                                                                            | Hermann Schild            | Frans Bonduel          | Otto Weckerling            |           |
| Großdeutschlandfahrt                                                            |                           |                        |                            |           |
| 1939                                                                            | Georg Umbenhauer          | Robert Zimmermann      | Fritz Scheller             |           |
| 1940-1946 edições não realizadas Grünes Band vom Rhein                          |                           |                        |                            |           |
| 1947                                                                            | Erich Bautz               | Fritz Diederichs       | Richard Voigt              |           |
| Grünes Band der IRA                                                             |                           |                        |                            |           |
| 1948                                                                            | Philipp Hilbert           | Erich Bautz            | Fritz Scheller             |           |
| 1949                                                                            | Harry Saager              | Erich Bautz            | Reinhold Steinhilb         |           |
| Deutschland-Rundfahrt                                                           |                           |                        |                            |           |
| 1950                                                                            | Roger Ghyselinck          | Matthias Pfannenmüller | Otto Schenk                |           |
| 1951                                                                            | Guido De Santi            | Fritz Schär            | Raymond Impanis            |           |
| 1952                                                                            | Isidoor De Ryck           | Marcel De Mulder       | Raymond Impanis            |           |
| 1953-1954 edições não realizadas                                                |                           |                        |                            |           |
| 1955                                                                            | Rudi Theissen             | Franz Reitz            | Hans Jünkermann            |           |
| 1956-1959 edições não realizadas Internationale Afri-Cola-Deutschland-Rundfahrt |                           |                        |                            |           |
| 1960                                                                            | Albertus Geldermans       | Jef Planckaert         | Klaus Bugdahl              |           |
| 1961                                                                            | Friedhelm Fischerkeller   | Hans Jünkermann        | Piet Rentmeester           |           |
| 1962                                                                            | Peter Post                | Lode Troonbeeckx       | Roger Baens                |           |
| 1963-1978 edições não realizadas Internationale Vitamalz-Rundfahrt              |                           |                        |                            |           |
| 1979                                                                            | Dietrich Thurau           | Aad van den Hoek       | Francesco Moser            |           |
| 1980                                                                            | Gregor Braun              | Tommy Prim             | Marino Lejarreta           |           |
| 1981                                                                            | Silvano Contini           | Theo de Rooij          | Tommy Prim                 |           |
| 1982                                                                            | Theo de Rooij             | Paul Haghedooren       | Ludo Peeters               |           |
| 1983-1998 edições não realizadas Deutschland Tour                               |                           |                        |                            |           |
| 1999                                                                            | Jens Heppner              | Andreas Kappes         | Christian Wegmann          |           |
| 2000                                                                            | David Plaza               | Andreas Klöden         | Udo Bölts                  |           |
| 2001                                                                            | Alekszandr Vinokurov      | Aitor Garmendia        | Rolf Aldag                 |           |
| 2002                                                                            | Igor González de Galdeano | Aitor Garmendia        | Tobias Steinhauser         |           |
| 2003                                                                            | Michael Rogers            | José Azevedo           | Alekszandr Vinokurov       |           |
| 2004                                                                            | Patrik Sinkewitz          | Jens Voigt             | Jan Hruška                 |           |
| 2005                                                                            | Levi Leipheimer           | Jan Ullrich            | Georg Totschnig            |           |
| 2006                                                                            | Jens Voigt                | Levi Leipheimer        | Andrey Kashechkin          |           |
| 2007                                                                            | Jens Voigt                | Levi Leipheimer        | David López García         |           |
| 2008                                                                            | Linus Gerdemann           | Thomas Löfkvist        | Janez Brajkovič            |           |
| 2009-2017 edições não realizadas                                                |                           |                        |                            |           |
| 2018                                                                            | Matej Mohorič             | Nils Politt            | Maximilian Schachmann      |           |
| 2019                                                                            | Jasper Stuyven            | Sonny Colbrelli        | Yves Lampaert              |           |
| 2020                                                                            | cancelado                 | cancelado              | cancelado                  | cancelado |
| 2021                                                                            | Nils Politt               | Pascal Ackermann       | Alexander Kristoff         |           |
| 2022                                                                            | Adam Yates                | Pello Bilbao           | Ruben Guerreiro            |           |
| 2023                                                                            | Ilan Van Wilder           | Felix Großschartner    | Danny van Poppel           |           |
| 2024                                                                            | Mads Pedersen             | Danny van Poppel       | Tobias Halland Johannessen |           |

## Palmarés por países
Atualizado após edição de 2023
| País          | Victorias |
| ------------- | --------- |
| Alemanha      | 21        |
| Bélgica       | 4         |
| Países Baixos | 3         |
| Itália        | 2         |
| Espanha       | 2         |
| Cazaquistão   | 1         |
| Austrália     | 1         |
| Eslovênia     | 1         |
| Reino Unido   | 1         |